# Quaderni milanesi

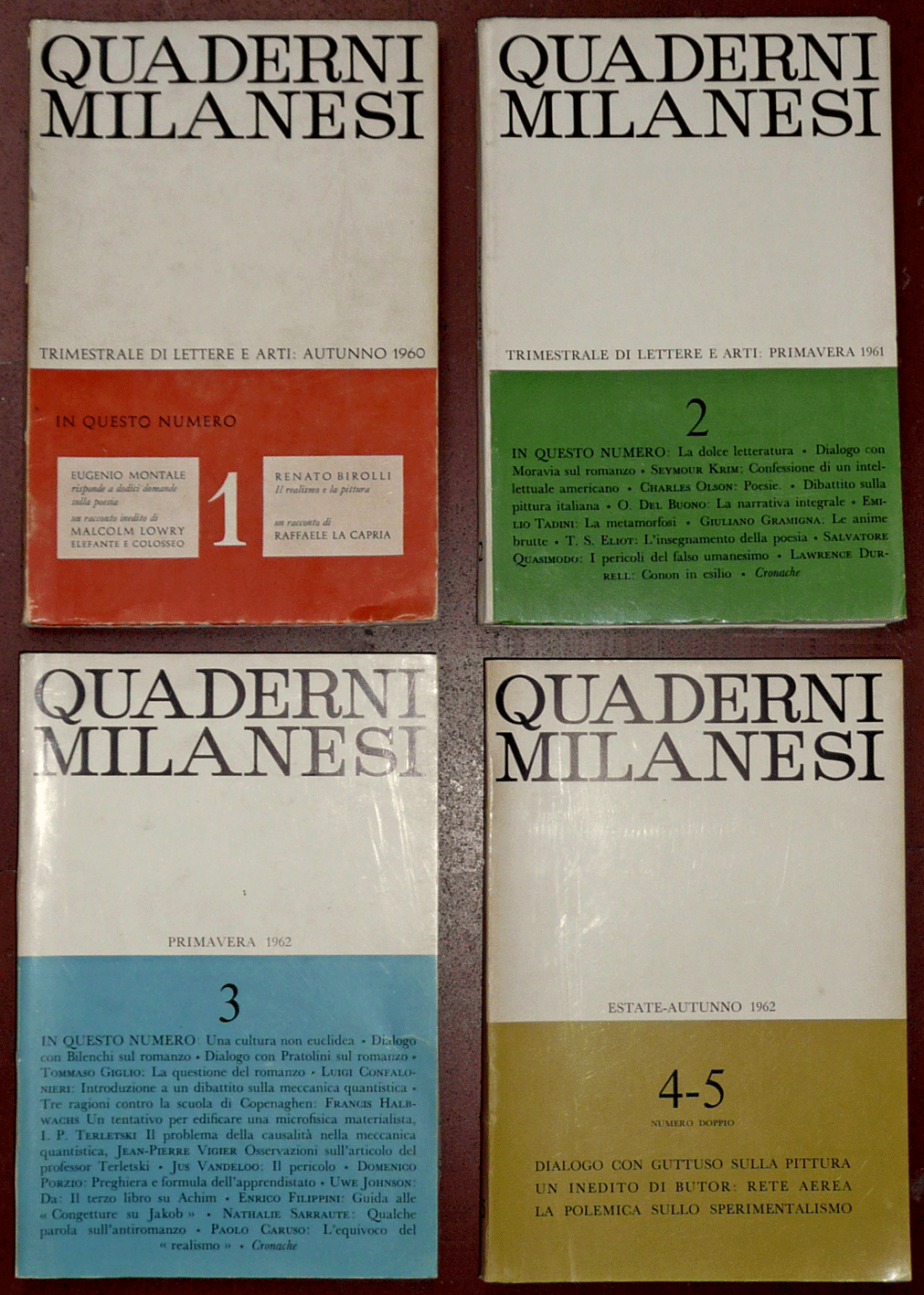
Quaderni Milanesi, 1960-62

Quaderni milanesi è stata una rivista d'arte fondata da Oreste Del Buono, Tommaso Giglio, Domenico Porzio e Giuseppe Ajmone con l'intento di aprire dibattiti sulle arti e sulla letteratura interpellando e chiamando a dialogo pittori, scrittori e poeti. 

Collaborarono alla rivista, tra gli altri, Michel Butor, Giuliano Gramigna, Renato Guttuso e Domenico Rea.
Uscito il primo numero nell'autunno del 1960, le pubblicazioni trimestrali si interruppero nel 1962.